# Benjamin Marshall

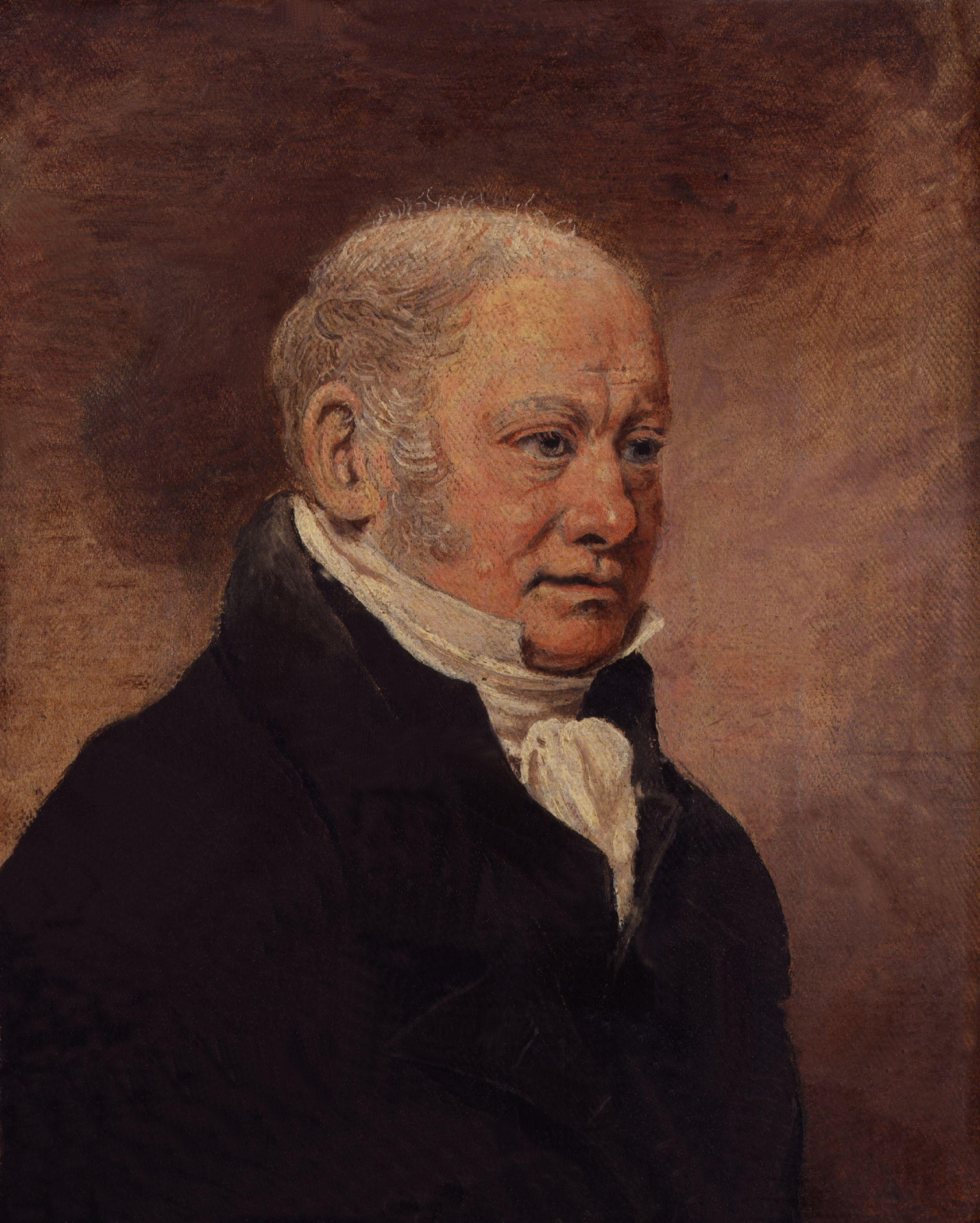
Porträt Benjamin Marshalls von seinem Sohn Lambert Marshall

Benjamin Marshall (* 8. November 1768 in Seagrave; † 24. Juli 1835 in Bethnal Green) war ein englischer Maler.

## Leben
Benjamin Marshall war das fünfte von sieben Kindern des Ehepaares Charles und Elizabeth Marshall. Über seine Ausbildung ist nichts bekannt. 1789 heiratete er Mary Saunders, die aus Ratby stammte und mit der er sieben Kinder bekam. Für 1791 ist eine Tätigkeit als Lehrer belegt; im selben Jahr zog er nach London, wo er kurze Zeit bei Lemuel Francis Abbott studierte. Seine Entscheidung, hauptsächlich Tiermaler zu werden, wird auf den Eindruck zurückgeführt, den das Bild Death of a Fox von Sawrey Gilpin auf ihn machte, das er 1793 in der Royal Academy of Arts sah. 
Zwischen 1796 und 1832 wurden 60 Bilder Marshalls im Sporting Magazine abgedruckt. Im Jahr 1800 hatte er seine erste Ausstellung in der Royal Academy; bis 1819 zeigte er dort immer wieder Gemälde, vorzugsweise von Rassepferden und deren Besitzern. 1812 zog er nach Norfolk in die Nähe von Newmarket, wo er sein bevorzugtes Sujet, die hochgezüchteten Pferde, in aller Ausführlichkeit studieren konnte. Dort lebte er bis 1825; ab 1820 mit einem eigens für ihn gebauten Atelier. Ab 1821 war er Rennkorrespondent für das Sporting Magazine. Er veröffentlichte seine Berichte unter dem Pseudonym „Observator“. 1825 zog er nach London zurück und ließ sich in Bethnal Green nieder. 
Benjamin Marshall war mit Daniel Lambert befreundet und schuf 1806 ein Bildnis dieses Mannes, das sich heute im Newarkes House Museum in Leicester befindet.

J. G. Shaddick
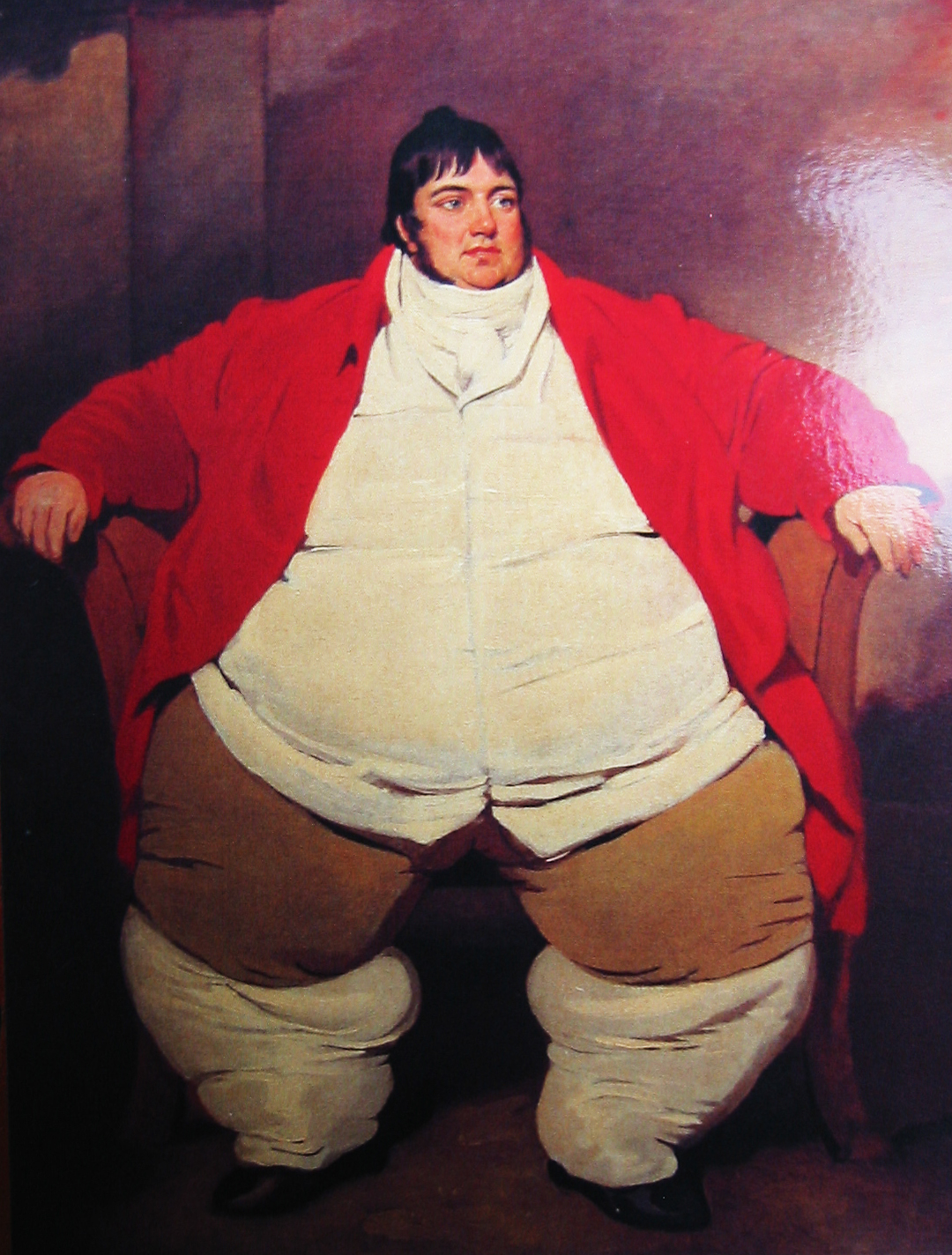
Daniel Lambert
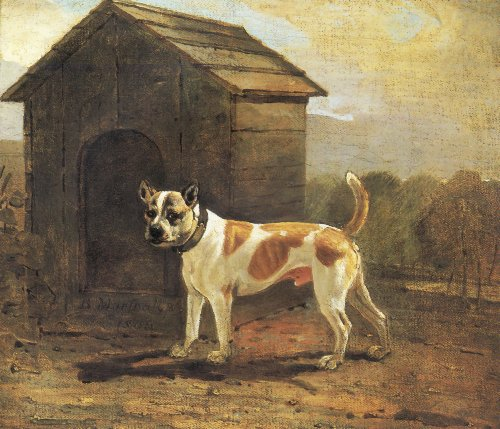
Dustman
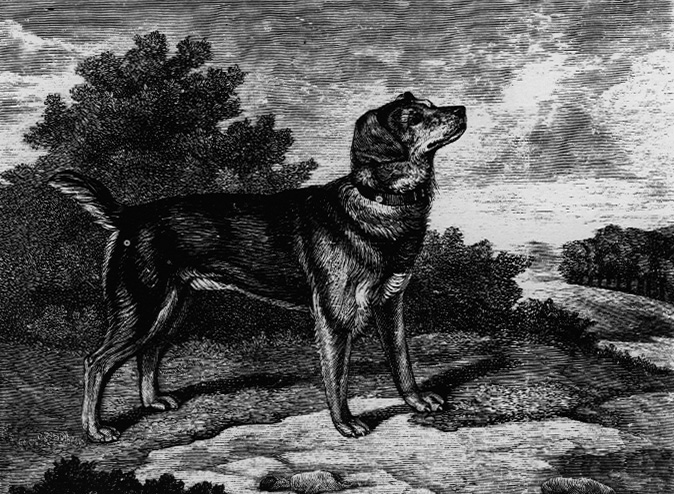
Black and Tan Terrier